# Kai Albrecht

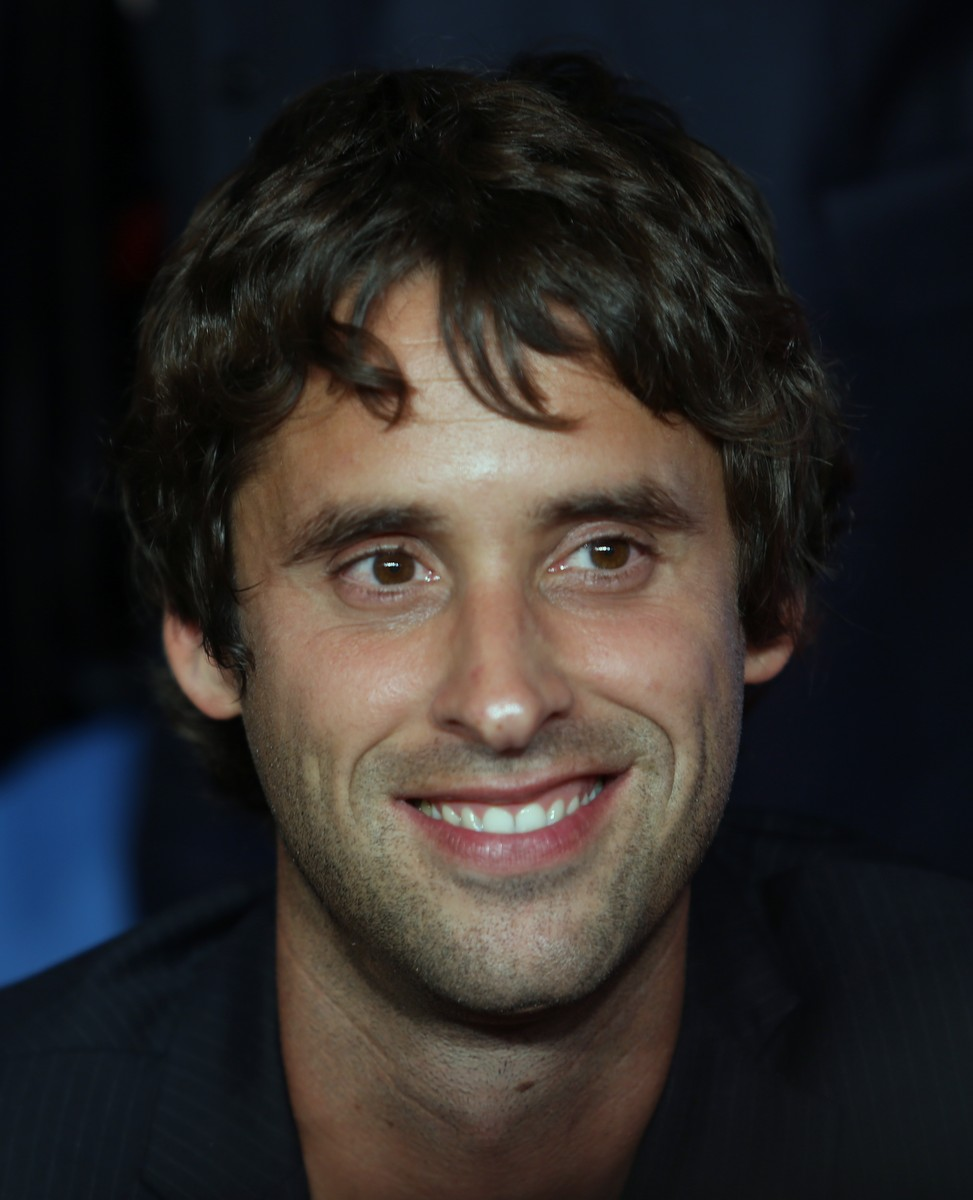
Kai Albrecht, 2015

Kai Albrecht (* 22. Februar 1980 in Freiburg im Breisgau) ist ein deutscher Schauspieler und Sprecher.

## Leben
Während seines Studiums an der Freiburger Schauspielschule von 2001 bis 2005 spielte er von 2003 bis 2004 am Schweizer Theater Biel-Solothurn in Die Gerechten und Hamlet. Außerdem spielte er 2007 für das Neue Schauspiel Erfurt in Das Mädchen und der Tod.
Er wirkte in zahlreichen Fernsehproduktionen mit.
Zusätzlich ist er als Synchronsprecher und als Sprecher für Werbung tätig. 2016 sprach er die Rolle des Winnetou in einer neuen Karl-May-Hörspielreihe.
Er lebt in Berlin.

## Filmografie
- 2002: Der kleine Gnom (TV)
- 2003: Niedrig und Kuhnt – Kommissare ermitteln (Fernsehserie, 1 Folge)
- 2005–2006: Sophie – Braut wider Willen (TV)
- 2006: Die Rettungsflieger (Fernsehserie)
- 2006: Das Geheimnis meines Vaters (TV)
- 2006: Fürst Pribislaw (TV)
- 2006: Die Trennung
- 2007: Die 25. Stunde (TV)
- 2007: Großstadtrevier (TV)
- 2008: Unschuld (Film)
- 2008: Brains (TV)
- 2008: Klinik am Alex (TV)
- 2008: Notruf Hafenkante (TV)
- 2008: Dr. Molly & Karl (TV)
- 2008: On Time (Short)
- 2009: Die Freundin der Tochter (TV)
- 2009–2010: Rote Rosen (Telenovela, 174 Folgen)
- 2009: Karla Luca (Film)
- 2010: Schön dreist (TV)
- 2010: Die Essenz des Guten (Film)
- 2011: Boys are bitches
- 2011: Das Haus denkt es brennt (Kino)
- 2012: Toni Costa – Kommissar auf Ibiza: Küchenkunst (TV)
- 2012: Es ist wie es ist
- 2012: Der Ballermann – Ein Bulle auf Mallorca (TV)
- 2012: A Girl A Gun A Nazi (short)
- 2013: The Guest (short)
- 2013: SOKO Wismar (TV)
- 2014: Der Dicke (Die Kanzlei) (TV)
- 2014–2016: Sturm der Liebe (Telenovela, 450 Folgen)
- 2016: Der Taxipsychologe (short)
- 2017: Bin ich Bernstein? (short)
- 2017: Call the Boys (TV)
- 2017: Nix Festes (TV)
- 2018: Familie Dr. Kleist (TV)
- 2018: Soko Stuttgart (TV)
- 2018: Um Himmels Willen (TV)
- 2018: Katie Fforde: Das Kind der Anderen
- 2018: Der Bulle und das Biest
- 2018: Lucie – geheult wird nicht (Serienpilot RTL)
- 2019: Beck is back! (TV)
- 2019: Um Himmels Willen (TV)
- 2019: Frau Jordan stellt gleich (TV, Folge Siegerinnen und Verlierer)
- 2019: Mit der Tür ins Haus (TV)
- 2019: Lucie – geheult wird nicht (TV, 8 Folgen)
- 2020: In aller Freundschaft (TV, Folge Unter Vätern)
- 2020: Um Himmels Willen (TV, Folge Utas Erbe)
- 2020: Um Himmels Willen (TV, Folge Familienkrise)
- 2021: Notruf Hafenkante (TV, Folge Horrortrip)
- 2021: Katie Fforde: Du lebst nur einmal
- 2021: Die Bergretter
- 2021, 2023: Die Füchsin
- 2022: Der Schiffsarzt (Fernsehserie)
- 2022: Marie fängt Feuer: Das zweite ich (Fernsehreihe)
- 2022: Die Landärztin
- 2022: Die Fallers
- 2023: SOKO Köln (Fernsehserie, Folge Ruhe sanft)
- 2023: Der Staatsanwalt
- 2023: Familie Bundschuh
- 2023: Bettys Diagnose
- 2023: Unter uns NR: Fahrlehrer, div. Folgen
- 2023: Die Fallers
- 2023: Familie Bundschuh
- 2024: WaPo Berlin (Fernsehserie, Folge Rosentod)
- 2024: Die Fallers
- 2024: Soko Wismar
- 2024: Für alle Fälle Familie
- 2025: Die Fallers
- 2025: Der Lehrer